# Riverhead
|  | Dieser Artikel wurde aufgrund von inhaltlichen Mängeln auf der Qualitätssicherungsseite des Projektes USA eingetragen. Hilf mit, die Qualität dieses Artikels auf ein akzeptables Niveau zu bringen, und beteilige dich an der Diskussion! Eine nähere Beschreibung der zu behebenden Mängel fehlt. |

Riverhead ist eine Stadt auf Long Island im Suffolk County und dessen Verwaltungssitz im amerikanischen Bundesstaat New York. Sie liegt an der Nordküste von Long Island und hatte im Jahr 2010 eine Einwohnerzahl von 33.506.
Die Stadt wurde 1792 gegründet. 1822 wurde das erste Schulhaus gebaut, das heute, an anderer Stelle, ein Museum ist. 1901 hatte die Stadt etwa 2500 Einwohner. Neben dem eigentlichen Ortskern zählen noch die Ortsteile Aquebogue, Baiting Hollow, Calverton, Jamesport, Northville und Wading River zu Riverhead.
In Riverhead befindet sich eine Bahnstation an der Main Line der Long Island Rail Road (LIRR) nach Greenport, die eine Bahnverbindung nach New York City ermöglicht. Über die LIRR informiert auch ein Museum in der Stadt.

## Persönlichkeiten
- Otis G. Pike (1921–2014), Jurist und Politiker, Vertreter von New York im US-Repräsentantenhaus
- Michael Forbes (* 1952), Politiker, Vertreter von New York im US-Repräsentantenhaus
- Hope Marie Carlton (* 1966), Schauspielerin, Reality-TV-Teilnehmerin und Playmate
- Kerry McCoy (* 1974), Ringer